# صوفی (صفویه)
«صوفی» از القاب شاهان صفوی و اصطلاحی در زبان‌های اروپایی برای اشاره به آنان بود. اگرچه به‌کار بردن این لقب در زمان شاه عباس کبیر رایج شد، این واژه از زمان بنیان‌گذار سلسلهٔ صفوی یعنی شاه اسماعیل یکم هم استفاده می‌شد.‌

## تعریف اجمالی
«صوفی» از القاب شاهان صفوی و اصطلاحی در زبان‌های اروپایی برای اشاره به آنان بود. از زمان شاه عباس کبیر (سلطنت: ۱۵۸۸–۱۶۲۹) حاکم ملت با عنوان «صوفی» شناخته شد که ریشه در واژهٔ «صفوی» داشت؛ نام همان سلسله‌ای که شاه عباس متعلق به آن بود.
هرچند به‌کار بردن لقب «صوفی» از زمان شاه عباس اول رایج شد، این واژه از زمان بنیان‌گذار سلسلهٔ صفوی یعنی شاه اسماعیل یکم (سلطنت: ۱۵۰۱–۱۵۲۴) هم استفاده می‌شد. با این وجود، این اصطلاح توسط شاه عباس اول وجاهت یافت.
شمار گسترده‌ای از اشارات به «پرشیا» و «صوفی» آن سرزمین در ادبیات اروپایی با سلطنت شاه عباس اول و بعد از او آغاز می‌شود. تا جایی که این لقب حتی در نمایشنامهٔ شب دوازدهم ویلیام شکسپیر که در سال ۱۶۰۲ منتشر شده است نیز ذکر شده است.

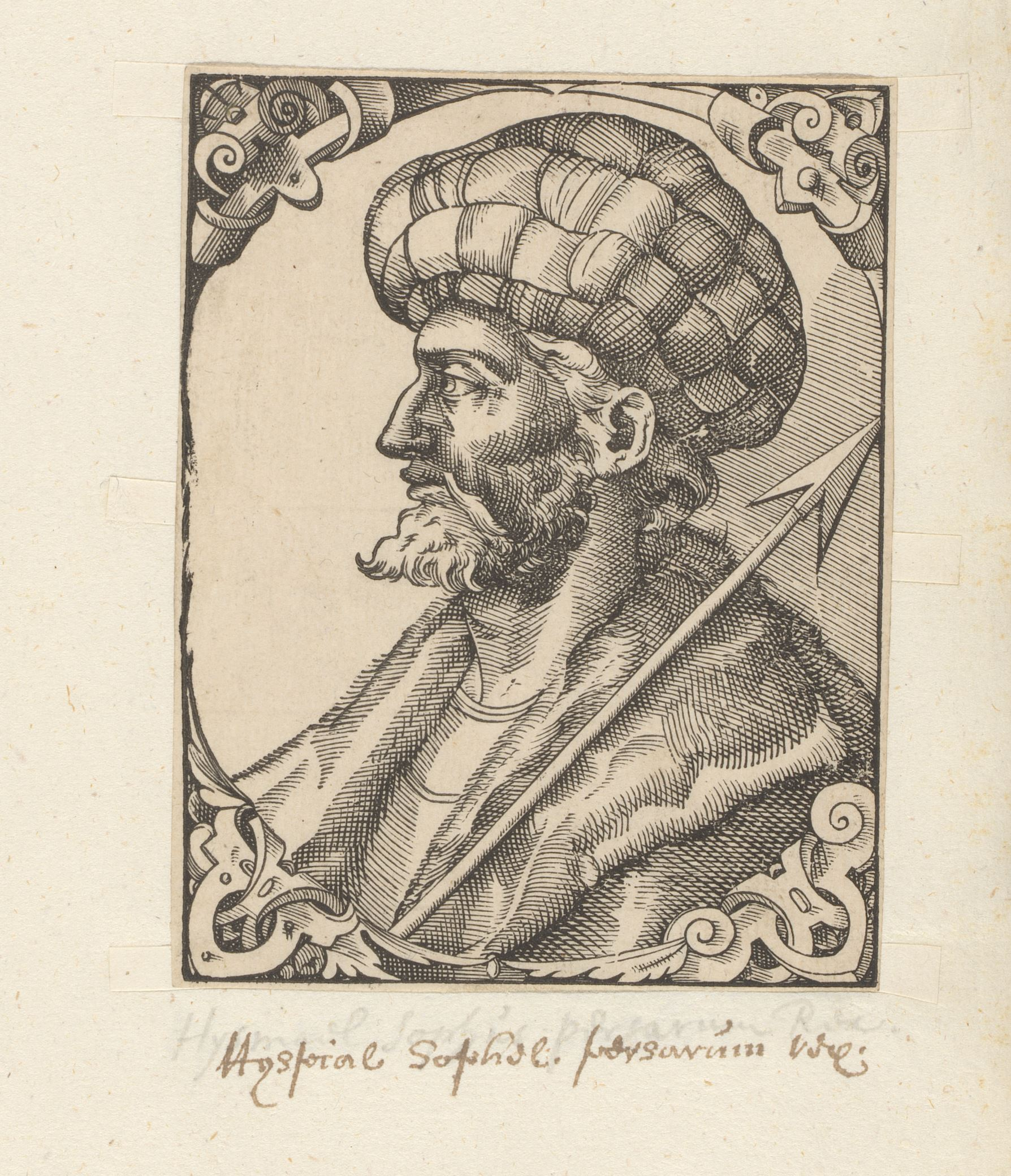
پرترهٔ اروپایی از شاه اسماعیل یکم با نام «اسماعیل صوفی»
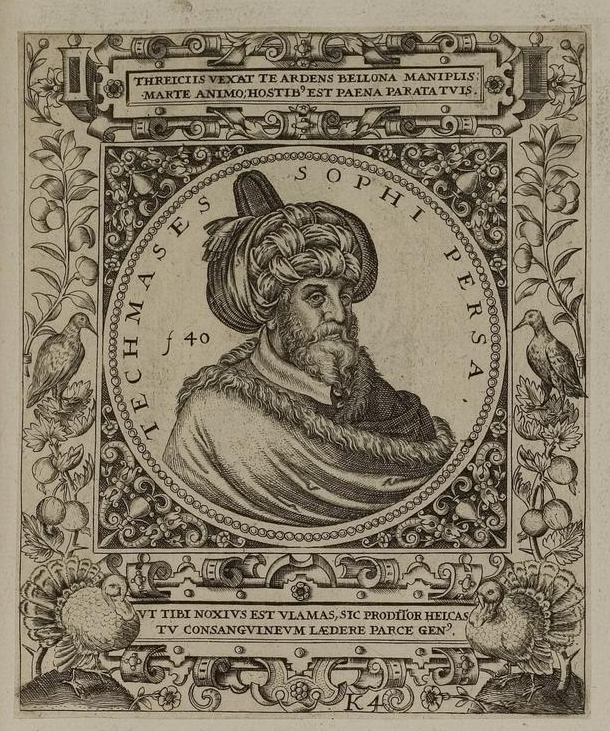
پرترهٔ اروپایی از شاه تهماسب یکم با نام «تهماسب، صوفی ایران»
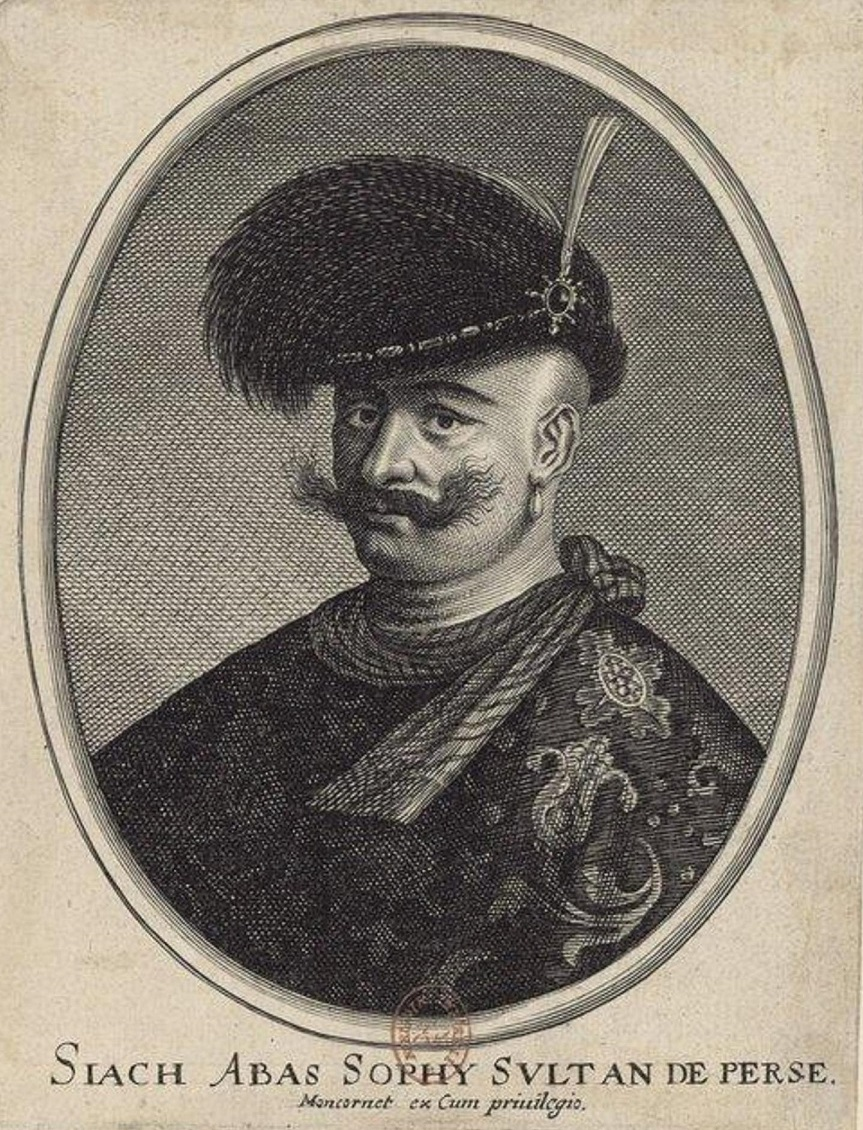
پرترهٔ اروپایی از شاه عباس کبیر با نام «شاه عباس صوفی، سلطان ایران»
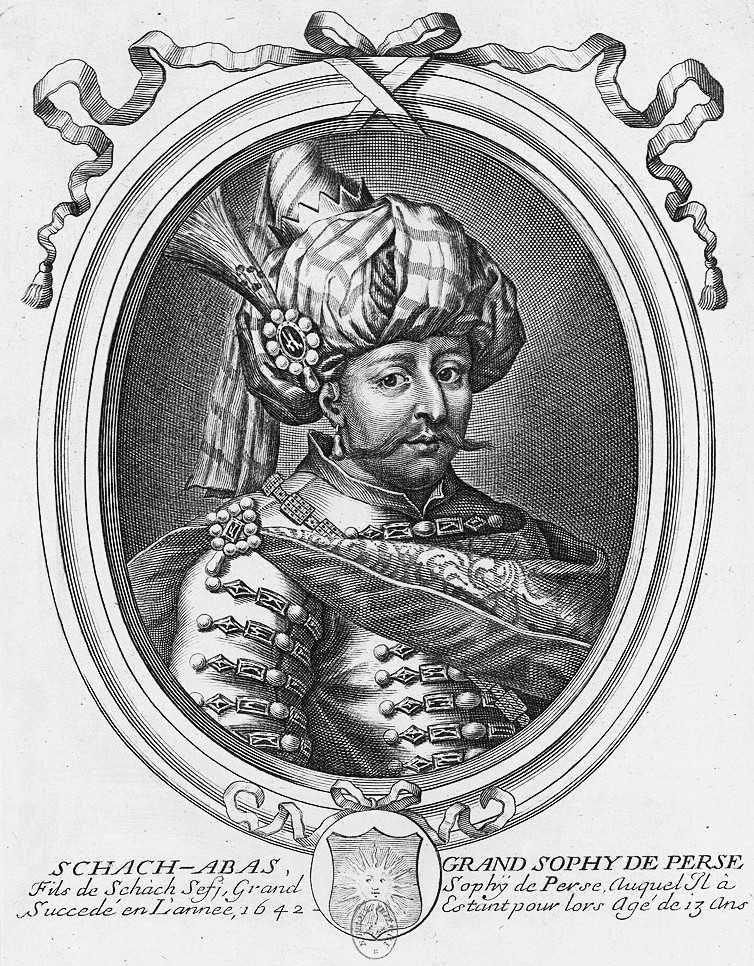
پرترهٔ اروپایی از شاه عباس دوم با نام «شاه عباس، صوفی بزرگ ایران»